# Manozilgliceratna hidrolaza
Manozilgliceratna hidrolaza (EC 3.2.1.170, 2-O-(6-fosfo-manozil)--glicerat hidrolaza, mngB (gen)) je enzim sa sistematskim imenom 2-O-(6-fosfo-alfa--manozil)--glicerat acilhidrolaza. Ovaj enzim katalizuje sledeću hemijsku reakciju
2-O-(6-fosfo-alfa--manozil)--glicerat + H2O {\displaystyle \rightleftharpoons } D-manoza 6-fosfat + D-glicerat
Ovaj enzim učestvuje u degradaciji manozilglicerata kod pojedinih bakterija.

## Literatura
- Nicholas C. Price; Lewis Stevens (1999). Fundamentals of Enzymology: The Cell and Molecular Biology of Catalytic Proteins (Third изд.). USA: Oxford University Press. ISBN 019850229X.
- Eric J. Toone (2006). Advances in Enzymology and Related Areas of Molecular Biology, Protein Evolution (Volume 75 изд.). Wiley-Interscience. ISBN 0471205036.
- Branden C; Tooze J. Introduction to Protein Structure. New York, NY: Garland Publishing. ISBN 0-8153-2305-0.
- Irwin H. Segel. Enzyme Kinetics: Behavior and Analysis of Rapid Equilibrium and Steady-State Enzyme Systems (Book 44 изд.). Wiley Classics Library. ISBN 0471303097.

## Spoljašnje veze
- Mannosylglycerate+hydrolase на 